# NGC 5493
NGC 5493 é uma galáxia lenticular (S0) localizada na direcção da constelação de Virgo. Possui uma declinação de -05° 02' 38" e uma ascensão recta de 14 horas, 11 minutos e 29,4 segundos.
A galáxia NGC 5493 foi descoberta em 22 de Fevereiro de 1787 por William Herschel.